# オットー1世 (ザルム伯)

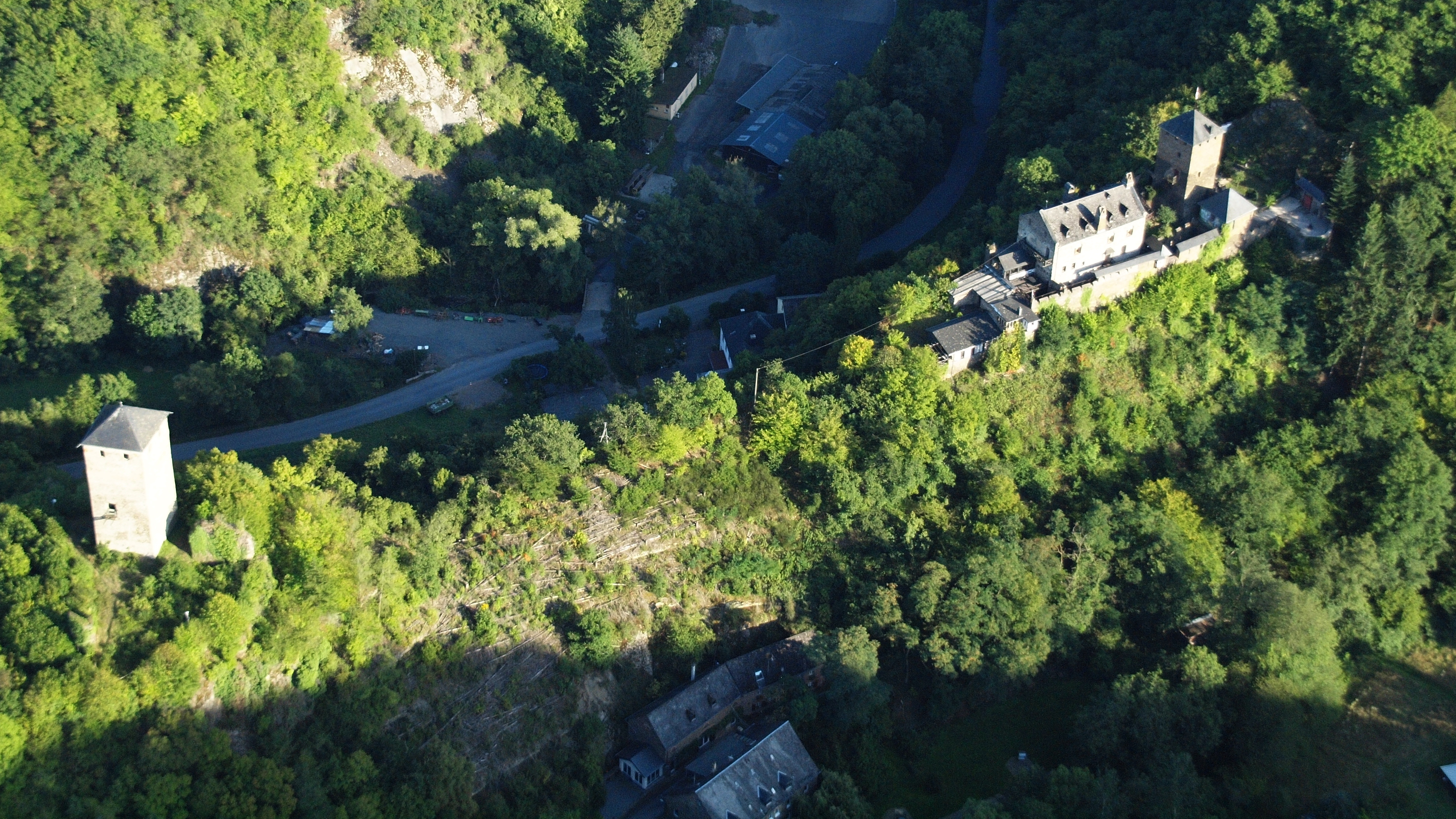
トライス城

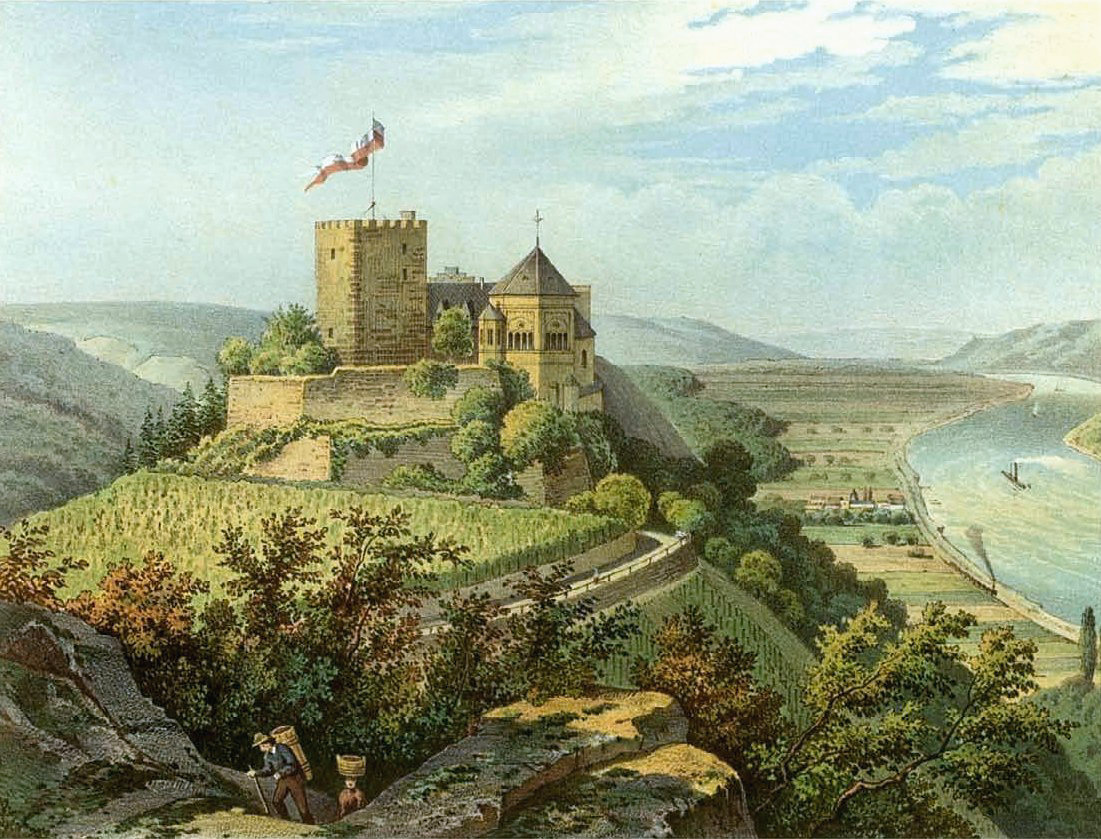
ライネック城（1860年頃）

オットー1世・フォン・ザルム（Otto I. von Salm, 1080年ごろ - 1150年）は、ザルム伯およびライン宮中伯（継子ヴィルヘルムと共治、在位：1125年 - 1137年）。

## 生涯
オットーは対立ローマ王ヘルマン・フォン・ザルムとゾフィー・フォン・フォルムバッハの息子である。1115年ごろにフリースラント辺境伯ハインリヒ・フォン・ノルトハイムとゲルトルート・フォン・ブラウンシュヴァイクの娘で、ライン宮中伯ジークフリート1世の未亡人であったゲルトルートと結婚した。ゲルトルートは神聖ローマ皇帝ロタール3世の妃リヒェンツァの妹であった。
オットー1世はライネック城を建設し、1124年ごろよりオット・フォン・ライネックと名乗るようになった。継子であるライン宮中伯ヴィルヘルムが1140年に死去した後、オットーはライン宮中伯位を主張した。しかし1138年にローマ王に選出されたコンラート3世は、ライン宮中伯領を完全な封土として王のもとに回収し、義弟で忠実な支援者であったヘルマン・フォン・シュターレックに与えた。
オットーはトライス城を1148年まで、ライネック城を1151年まで保持した。しかし1148年にオットーとコンラート3世との間で争いが勃発し、コンラート3世は1148年にトライス城をオットーから取り上げ、トリーア大司教に与えた。そしてオットーの死後の1151年に、ライネック城は破却された。

## 子女
オットー1世はフリースラント辺境伯ハインリヒ・フォン・ノルトハイムの娘ゲルトルートと結婚し、以下の子女をもうけた。
- オットー2世（1115年頃 - 1148/9年） - ヘルマン・フォン・シュターレックと戦いライン宮中伯領を奪還したが、1148年に捕虜となった。1148年または1149年にオーバーヴェセル近くのシェーンブルク城で首を絞められ殺害された。
- ゾフィー（1120年頃 - 1176年） - ホラント伯ディルク6世と結婚
- ベアトリクス - フリースラント辺境伯ヴィルブラント1世・フォン・ロックム＝ハラームントと結婚